# Leonard Williams (giocatore di football americano)
Leonard Williams (Bakersfield, 6 gennaio 1994) è un giocatore di football americano statunitense che milita nel ruolo di defensive end per i Seattle Seahawks della National Football League (NFL).

## Carriera universitaria

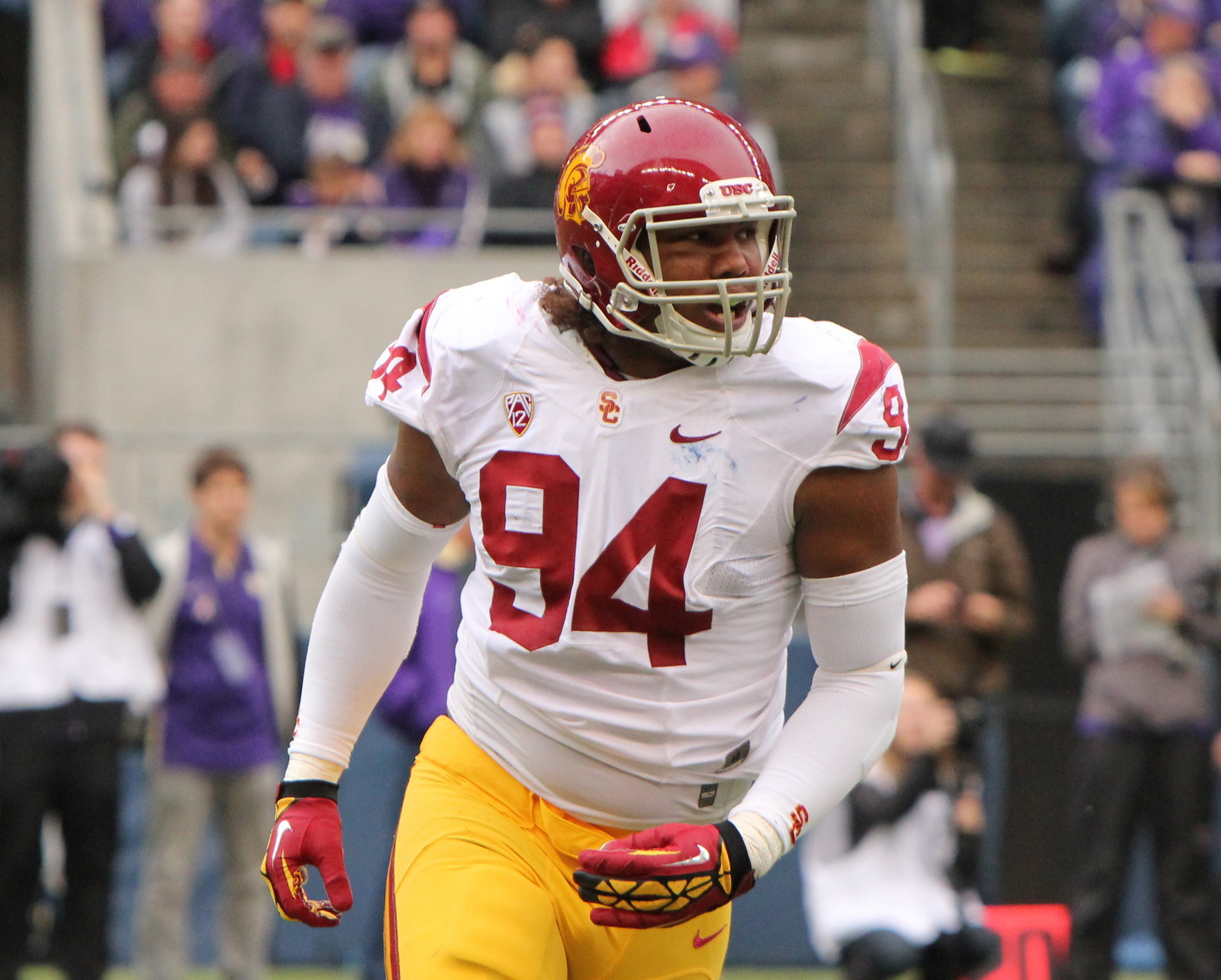
Williams al college

Al college, Williams giocò a football con gli USC Trojans dal 2012 al 2014. Nella sua prima stagione disputò come titolare in 9 gare su 13 nel ruolo di defensive tackle, mettendo a segno 64 tackle, 8 sack e un intercetto, venendo premiato come miglior difensore dell'anno tra i freshman della Pac-12 Conference. Nella seconda stagione, nel 2013, Williams fu spostato nel ruolo di defensive end. Dopo avere fatto registrare 74 tackle e sei sack, Williams fu inserito nella formazione ideale della All-Pac-12 e premiato come All-American da ESPN. Nella stagione 2014, totalizzò 80 tackle e sette sack. Fu premiato come miglior giocatore della squadra, di nuovo inserito nella formazione ideale della Pac-12 e premiato come da All-American dalla American Football Coaches Association (AFCA) e da ESPN.
Dopo la sua terza stagione, Williams decise di rinunciare all'ultimo anno di college per rendersi eleggibile nel Draft NFL 2015.

## Carriera professionistica

### New York Jets
Nel maggio 2014, Williams era pronosticato come una delle prime quattro selezioni del Draft 2015 da diverse pubblicazioni. All'ottobre 2014 era salito fino alle prime tre posizioni, il che lo avrebbe reso il defensive lineman proveniente da USC scelto più in alto dai tempi di Darrell Russell nel 1997. Nei mesi immediatamente precedenti al draft, NFL.com lo classificò come potenziale seconda scelta assoluta. Il 30 aprile 2015 fu scelto come sesto assoluto dei New York Jets. Debuttò come professionista partendo come titolare nella gara del primo turno contro i Cleveland Browns mettendo a segno 5 tackle. Il primo sack (condiviso) in carriera lo fece registrare due settimane dopo su Sam Bradford dei Philadelphia Eagles. La sua prima stagione si chiuse disputando tutte le 16 partite (15 come titolare) con 63 tackle e 3 sack. La Pro Football Writers Association lo inserì nella formazione ideale dei rookie.
Nel primo turno del 2016, Williams mise per la prima a segno più di un sack in una partita, facendone registrare 2,5 contro i Cincinnati Bengals. La sua stagione si concluse disputando tutte le 16 gare come titolare, con 68 tackle, 7 sack e 2 fumble forzati, venendo convocato per il suo primo Pro Bowl al posto dell'infortunato Khalil Mack.

### New York Giants

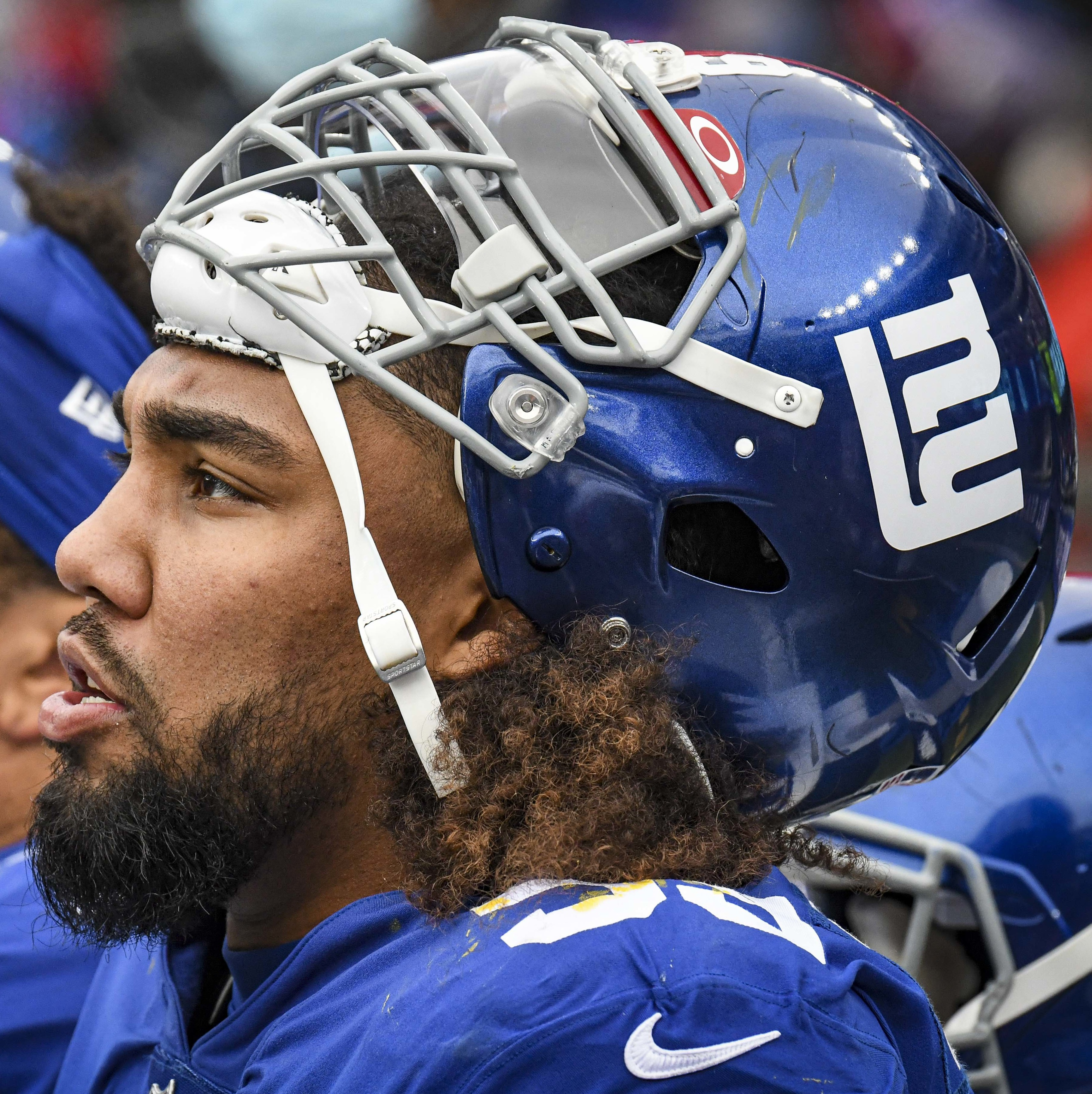
Williams nel 2022

Il 28 ottobre 2019 Williams venne ceduto ai New York Giants in cambio di una scelta del terzo giro e una del quinto giro del Draft NFL 2020.
Il 16 marzo 2020, i Giants applicarono su Williams la franchise tag. Williams rispose disputando la miglior stagione in carriera. Nel tredicesimo turno fu premiato come difensore della NFC della settimana dopo avere messo a segno 2,5 sack e 3 tackle (di cui 2 con perdita di yard) nella vittoria a sorpresa sui Seattle Seahawks. Nell'ultimo turno fece registrare altri 3 sack nella vittoria sui Dallas Cowboys, venendo di nuovo premiato come difensore della settimana. La sua annata si chiuse con un primato personale di 11,5 sack.
Nel marzo del 2021 Williams firmò un nuovo contratto triennale del valore di 63 milioni di dollari con i Giants.

### Seattle Seahawks
Il 30 ottobre 2023 Williams fu scambiato con i Seattle Seahawks per una scelta del secondo giro del Draft 2024 e una del quinto giro del Draft 2025. Il primo sack con la nuova maglia lo mise a segno nel decimo turno su Sam Howell dei Washington Commanders. La sua annata si chiuse con 5,5 sack, 1,5 con i Giants e 4 con i Seahawks.
L'11 marzo 2024 Williams firmò un nuovo contratto triennale del valore di 64,5 milioni di dollari. Nel dodicesimo turno disputò una delle migliori prove stagionali, mettendo a segno 6 tackle (di cui 3 con perdita di yard), 2,5 sack e un passaggio deviato nella vittoria sugli Arizona Cardinals. Sette giorni dopo mise a segno il secondo intercetto in carriera ai danni di Aaron Rodgers contro i Jets, ritornando il pallone per 92 yard in touchdown. Fu il più lungo ritorno da intercetto per un giocatore sopra le 300 libbre (136 kg) della storia della NFL. In quella partita mise a referto anche 2 sack e un extra point bloccato nella vittoria per 26-21. Per questa prestazione fu premiato come miglior difensore della NFC della settimana. Nel penultimo turno mise a referto 5 placcaggi, di cui 3 con perdita di yard, e 2 sack su Caleb Williams nella vittoria esterna sui Chicago Bears. Nell'ultimo turno mise a segno altri due sack, chiudendo la stagione a quota 11, leader della squadra e decimo nella NFL, venendo convocato per il suo secondo Pro Bowl al posto di Jalen Carter, impegnato nel Super Bowl LIX. Alla fine delle gare di dicembre e gennaio fu premiato come miglior difensore della NFC del mese in cui sei partite mise a segno 33 placcaggi (di cui 9 con perdita di yard), 6 sack e 2 passaggi deviati.

## Palmarès
- Convocazioni al Pro Bowl: 2

2016, 2024
- Difensore della NFC del mese: 1

dicembre 2024/gennaio 2025
- Difensore della NFC della settimana: 3

13ª e 17ª del 2020, 13ª del 2024
- PFWA All-Rookie Team - 2015